# 歡喜金剛

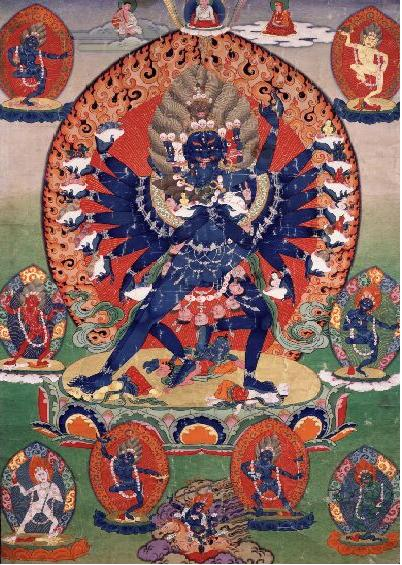
歡喜金剛雙身像

歡喜金剛，梵文 Hevajra，全稱吉祥歡喜金剛，梵文 Śrī Hevajra，簡稱“喜金剛”，為藏傳佛教無上瑜伽部（Anuttarayoga Tantra）主尊。藏文為“傑巴多吉”（'ཀྱེ་བ་རྡོ་རྗེ་' kye-ba-rdo-rje）。歡喜金剛是慈悲與智慧之化身，具有“上求菩提，下度眾生”之宏願。
根據《吉祥歡喜金剛本續》之解釋，“吉祥 Śrī”代表福慧圓滿、具‘不二智’；“歡喜 He”代表證得無我、利益眾生之大悲；“金剛 vajra”代表般若空性、具眾勝相之智慧。
歡喜金剛之配偶為“無我明妃”（梵文Nairātmyā），他們常示現悲智結合雙身擁抱形像。歡喜金剛具八面、四腿、十六臂。三面朝前，左紅、中白、右藍；左、右側各二面，皆呈黑色，頂部一面，呈灰色。前面兩腿站立，左腿伸開，右腿彎曲，足下踩兩仰臥人，表示降服邪惡與無明；後面兩腿盤起，正面不易看出。左右各八臂，中間兩臂擁抱明妃，其餘伸向兩邊，手中持骷髏器具，內盛神物。

## 外部鏈接
http://www.wuys.com/news/Article_Show.asp?ArticleID=28822 （页面存档备份，存于）